# Ku (Kana)
く, in Hiragana, oder ク in Katakana, sind japanische Zeichen des Kana-Systems, die beziehungsweise den Schriftsystemen Hiragana und Katakana zuhören. Sie repräsentieren beide eine Mora. In der modernen japanischen alphabetischen Sortierung stehen sie an achter Stelle. Das く ist außerdem der 28. Buchstabe im Iroha, direkt nach dem お und vor や. In der Gojūon-Tabelle (sortiert nach Spalten von links nach rechts) steht か in der zweiten Spalte (か行, „Spalte Ka“) und in der dritten Reihe (う段, „Reihe U“). Beide stellen [ku͍] dar.
In der Ainu-Sprache kann das Katakana ク in der verkleinerten Version ㇰ geschrieben werden, um den Endkonsonanten k zu repräsentieren, wie in アイヌイタㇰ Ainu itak (Ainu-Sprache). Diese Schreibung wurde wie andere Erweiterungen des Katakana entwickelt, um Ainu-Laute, die im normalen japanischen Katakana auftauchen, darstellen zu können.
| Form                                  | Rōmaji | Hiragana        | Katakana        |
| ------------------------------------- | ------ | --------------- | --------------- |
| Normal k- (か行 ka-gyō)               | ku     | く              | ク              |
| Normal k- (か行 ka-gyō)               | kuu kū | くう, くぅ くー | クウ, クゥ クー |
| Zusätzliches Dakuten g- (が行 ga-gyō) | gu     | ぐ              | グ              |
| Zusätzliches Dakuten g- (が行 ga-gyō) | guu gū | ぐう, ぐぅ ぐー | グウ, グゥ グー |

## Ableitung
Die Form beider Kana ist vom Kanji 久 abgeleitet. Dieses wird im modernen Hochchinesisch als jiǔ ausgesprochen, im Koreanischen als gu.

## Varianten
Die Kana können mit den Dakuten, zu ぐ in Hiragana, zu グ in Katakana und damit zu gu im Hepburn-System erweitert werden. Der phonetische Wert wird zur Form [gu͍] am Anfang modifiziert und variiert zwischen [ŋu͍] und [ɣu͍] in der Mitte des Wortes.
Das Handakuten (゜) tritt nicht mit ku in normalen japanischen Texten auf. Es wird aber manchmal von Linguisten verwendet, um die nasale Aussprache [ŋu͍] anzudeuten.

## Strichfolge
|  |  |

Das Hiragana く wird mit einem Strich gezeichnet:
1. Oben rechts, zur Mitte links, nach rechts unten absteigende Linie, die in der Mitte abknickt und nach rechts unten führt.

Das Katakana ク wird mit zwei Strichen gezeichnet:
1. Oben links, ein kurzer schräger Strich nach links unten.
2. Von der Mitte des ersten Striches eine Gerade nach rechts. Dann in einer weiten Kurve nach unten links geführt. Abgesehen vom ersten Strich ist dieses Katakana identisch mit dem フ.

## Weitere Darstellungsformen
- In japanischer Brailleschrift:

- Der Wabun-Code ist ・・・－.
- In der japanischen Buchstabiertafel wird es als „クラブのク“  (Kurabu no Ku) buchstabiert.